# Yatton Keynell
Yatton Keynell è un villaggio e una parrocchia civile della contea del South Wiltshire situato nel Sud Ovest dell'Inghilterra, Regno Unito.

## Geografia

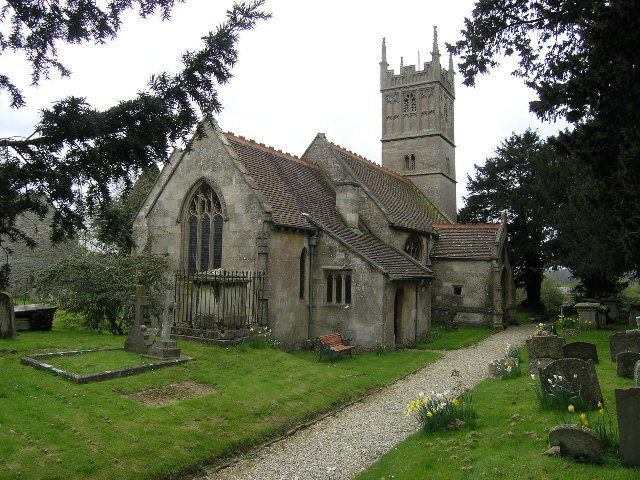
Chiesa di Santa Margherita di Antiochia

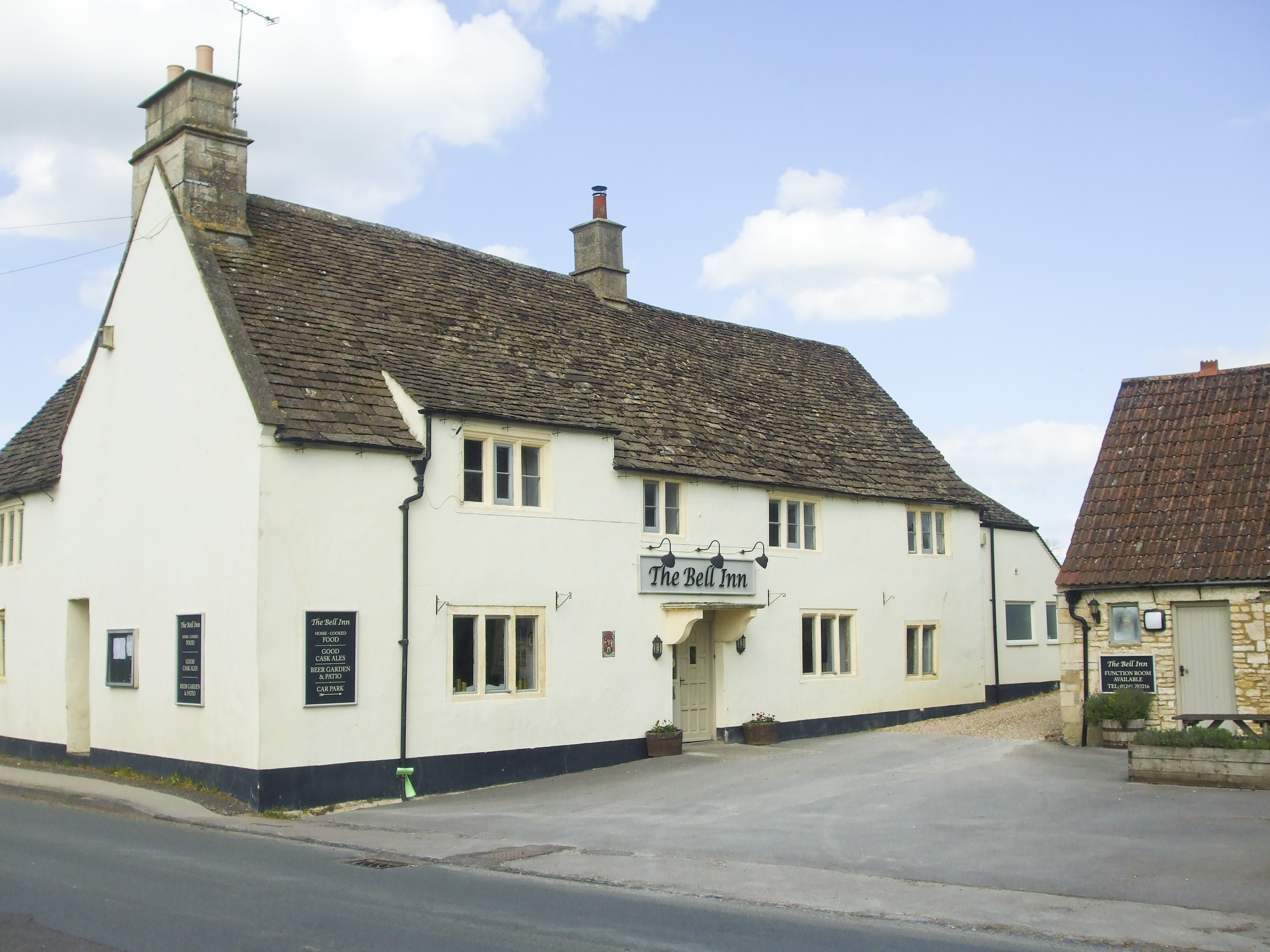
Bell Inn

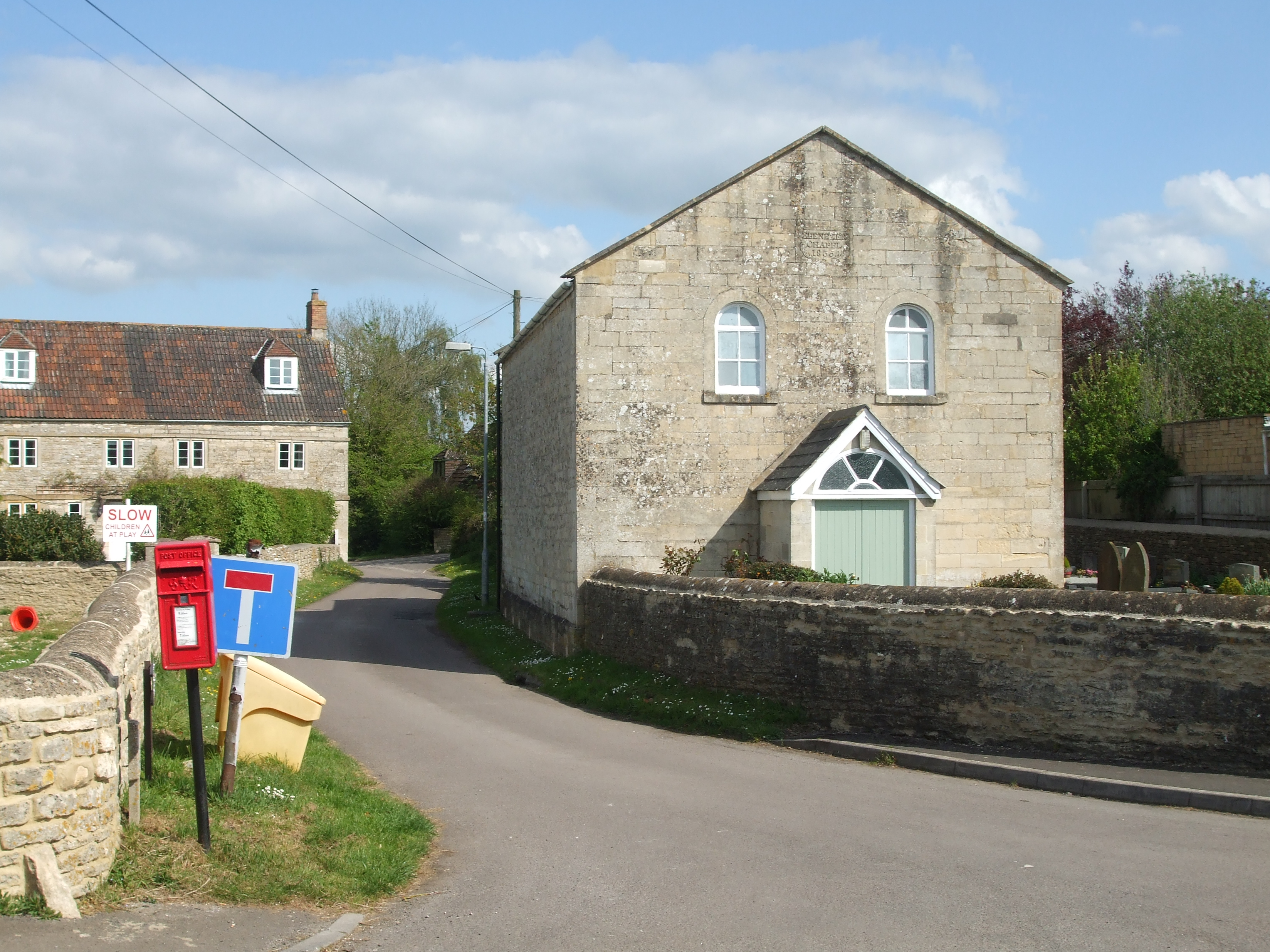
Cappella Ebenezer

La parrocchia civile di Yatton Keynell si trova nella parte settentrionale del Wiltshire, spesso definita Wiltshire Cotswolds per via della sua geologia locale. Si trova a 4,5 miglia a nord-ovest di Chippenham e a 2 miglia a est di Castle Combe. Nel territorio sono compresi anche i villaggi più piccoli di Giddeahall, West Yatton e Long Dean. La prateria calcarea locale è molto insolita per il Wiltshire e si trova più spesso nei Cotswolds. Nel XVII secolo Aubrey descrisse Yatton Keynell come avente un terreno argilloso e pietroso adatto al pascolo.

## Storia
Yatton Keynell viene menzionato nel Domesday Book dell'XI secolo, fu Sir William Keynell nel XIII a dare al villaggio il suo nome moderno secolo quando costruì la chiesa di Santa Margherita di Antiochia, mentre secondo John Aubrey Close il nome deriva dall'antiquario e scrittore noto per il suo lavoro su Stonehenge e Avebury. Il nome della parrocchia civile era originariamente Eaton e attorno al 1242 gli abitanti la chiamavano comunemente Yatton. Nel corso degli anni venne chiamata anche Getone nel 1086, Yeton nel 1247, Yettonkenell nel 1553, Yeatton Keynell nel 1522, Churcheyatton nel 1530 e Churche Eaton nel 1618. Tra i signori locali si ricorda Guglielmo d'Eu che nel'XI secolo era un importante proprietario terriero. Al tempo di re Edoardo Yatton Keynell sembra che facesse parte del Thorngrove Hundred, poi nel Chippenham Hundred entro il 1334. Uno dei principali proprietari terrieri del XVI secolo fu Sir Charles Snell che vendette la sua terra a Yatton Keynell per investire in una spedizione marittima verso la Guiana nel 1595. La sua famiglia possedeva The Manor House in West Yatton Lane sin dalla fine del XVII secolo. L'area ospitò pascoli per pecore per molti secoli e un'area del territorio è nota come Sheep Slight Down. Le principali colture alla fine del XIX secolo erano grano, orzo e avena. Anche il pascolo era diventato pratica comune all'inizio del XX secolo. Hammerdown Wood, da cui prende il nome parte del circuito automobilistico di Castle Combe, era originariamente una prateria sulla quale in seguito furono piantati con querce e faggi negli anni cinquanta. Il toponimo Park Farm a nord potrebbe suggerire un precedente parco dei cervi. È possibile, tuttavia, che il Castle Combe Park un tempo si estendesse fino a questo sito.

## Monumenti e luoghi d'interesse
Nel territorio di Yatton Keynell sono presenti vari edifici e punti di interesse. L'edificio di maggior rilievo è la chiesa di Santa Margherita di Antiochia, poi ci sono la Manor House, il Bell Inn e la cappella indipendente Ebenezer.
- Chiesa di Santa Margherita di Antiochia. La chiesa si trova sul lato ovest della strada principale. È anglicana, in stile Perpendicular e risale al XIII secolo. Fu restaurata nel 1868 da George Edmund Street. Ha una torre a quattro piani, la cui parte inferiore è originale del XIII secolo e c'è una finestra a occidente rinnovata del XIX secolo mantenendo la vetrata originale del XV secolo. Fu voluta da Sir William Keynell come ringraziamento per il suo ritorno sano e salvo dalle Crociate e di conseguenza porta l'insolita dedica a Santa Margherita di Antiochia. Appartiene alla diocesi di Salisbury e dal 20 dicembre 1960 è un monumento classificato di prima categoria per il suo particolare interesse storico e architettonico.[4][5]
- Manor House. Casa storica considerata un monumento classificato di seconda categoria.[6]
- Bell Inn. Locale pubblico in edificio storico considerato un monumento classificato di seconda categoria. Il Bell Inn ha origini nel XVII secolo ed è intonacato con pietrisco e un tetto in tegole di pietra. In origine era una vecchia fattoria. Atti del 1764 lo descrivono come un pub chiamato "The Old Inn" altrimenti noto come "The Bell" e comprendeva annessi, stalle, una birreria, giardino e frutteto. Nel 1881 il proprietario era sia un oste che un macellaio.[7]
- Cappella indipendente Ebenezer. Si trova sulla Grittleton Road. Era anche chiamata cappella congregazionale, costruita nel 1835. Il lato nord della navata è del XV secolo. C'è una sagrestia in pietra del 1868. L'interno è ad una navata con presbierio. La finestra orientale fu completata nel 1889. Ci sono molte targhe del XVII e XVIII secolo riposizionate nella torre.[1][2][3]